# El coratge d'Irena Sendler

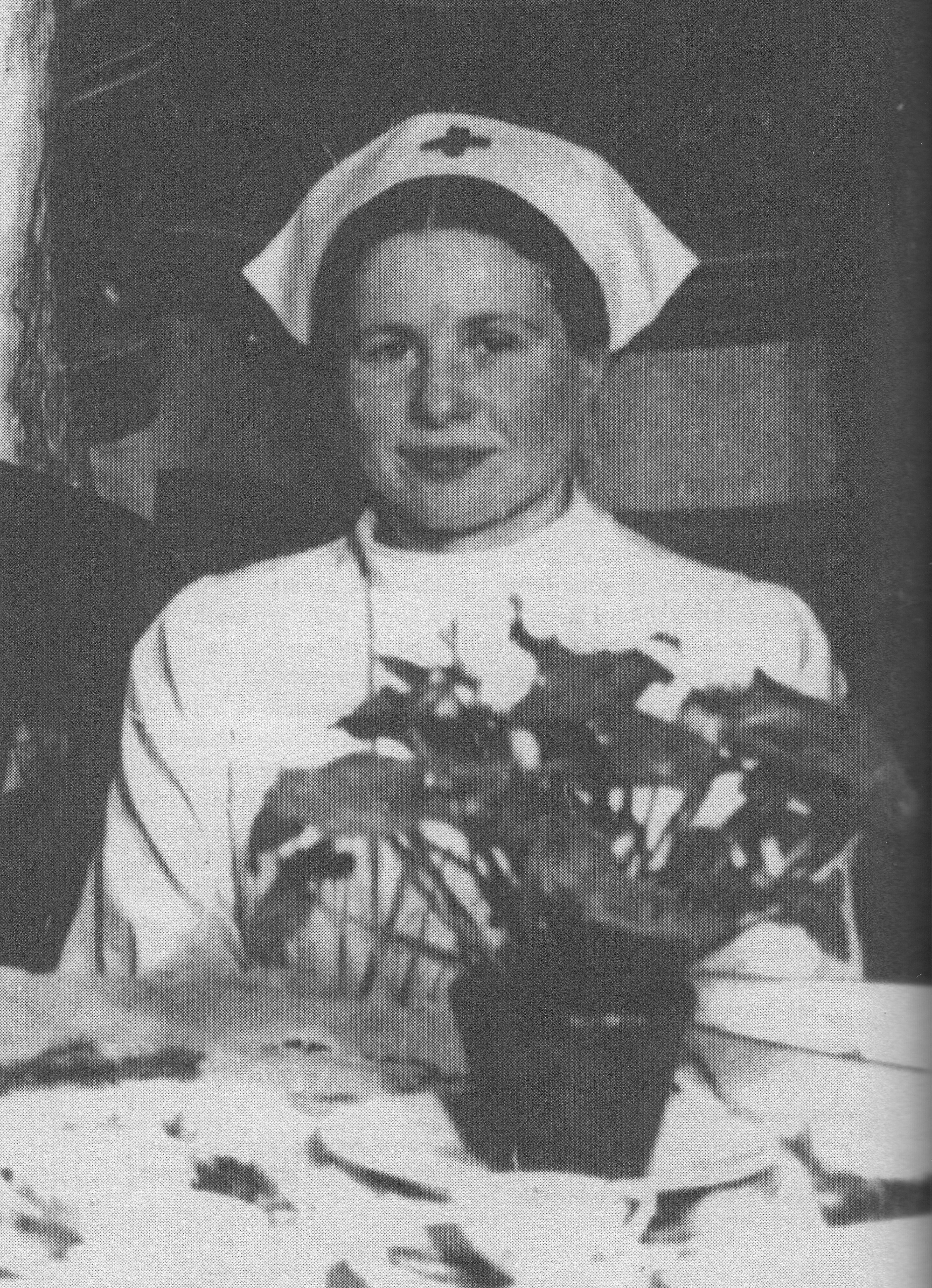
Irena Sendler, el 1944

El coratge d'Irena Sendler (títol original en anglès, The Courageous Heart of Irena Sendler) és un telefilm de 2009 dirigit per John Kent Harrison. La sèrie de Harrison i Lawrence John Spagnola, basada en la biografia del 2007 Die Mutter der Holocaust-Kinder: Irena Sendler und die geretteten Kinder aus dem Warschauer Ghetto, se centra en Irena Sendler, una treballadora social polonesa que va salvar aproximadament 2.500 nens jueus durant la Segona Guerra Mundial. S'ha doblat al valencià per a À Punt.
La producció de Hallmark Hall of Fame es va rodar a Riga. Es va emetre als canals CBS d'Amèrica del Nord el 19 d'abril de 2009 i es va llançar en DVD a les botigues Hallmark Gold Crown el juny d'aquell any.